# Elecciones generales de Sudáfrica de 1948
Las elecciones generales en Sudáfrica de 1948 se realizaron el 26 de mayo de 1948 y son consideradas como un importante punto de inflexión en la historia de ese país. El Partido Unido (PU), que había estado en el poder desde su fundación en 1933, y su líder, el primer ministro oficialista Jan Smuts, fueron derrotados por el Partido Nacional Reunificado (en afrikáans, Herenigde Nasionale Party o HNP), liderado por Daniel Francois Malan, un clérigo de la iglesia reformada neerlandesa.
Durante la batalla electoral, tanto el PU como el HNP formaron coaliciones con partidos más pequeños. El PU estaba alineado con el Partido Laborista Sudafricano, de tendencia izquierdista, mientras que el Partido Afrikáner buscaba avanzar los derechos afrikáners al aliarse con el PN. Debido a la legislación vigente en ese entonces que imponía duras condiciones para votar, muy pocas personas mulatas o de ascendencia asiática pudieron votar en esta elección; a los africanos se les había prohibido de participar del todo desde finales de los años 1930, y el número limitado de africanos que cumplían con las calificaciones electorales necesarias para votar solo podían hacerlo por cuatro representantes blancos designados de manera separada para ellos.
El HNP, al darse cuenta de que los sudafricanos blancos se sentían amenazados por las aspiraciones políticas de la población negra, prometió implementar una política de segregación racial estricta en todos los ámbitos de la vida. Los nacionalistas llamaron a este nuevo sistema de organización social "apartheid" ("distanciamiento" o "separación"), el nombre por el cual se volvió conocido en todo el mundo.
Debido al descontento general de los blancos con los problemas políticos y económicos derivados del apoyo a Gran Bretaña en la Segunda Guerra Mundial, el gobierno británico encabezado por el conservador Neville Chamberlain decidió una reorganización general de los distritos electorales implementando un sistema uninominal que favorecía a la minoría afrikanner, los distritos de mayoría afrikanner que representaban el 6 por ciento de la población total de la Unión Sudafricana obtuvieron una cantidad de escaños desproporcionada con 80 escaños en el parlamento asignados. En tanto los colured, personas negras y minorías asiáticas perdieron el derecho a voto.
Pese a que el Partido Nacional Reunificado se ubicó en segundo lugar con el 37.70 de los votos y perdió en las cinco provincias y  solo ganó 23 de los 143 distritos electorales obtuvo más legisladores en el Parlamento que 
Partido Unido de tendencia socialdemócrata que había triunfado en todas las provincias de la Unión y en 119 de los 143 distritos electorales.
A diferencia de la plataforma  el PU apoyaba la integración gradual de los diversos grupos raciales que vivían dentro de Sudáfrica.  la organización superior y gerrymandering electoral del HNP, terminaron siendo obstáculos insuperables para la campaña del PU. La campaña del PU se había visto boicoteada por las autoridades británicas que le negaron el acceso a las radios, único médio masivo de comunicación que fue monopolizado por el PN. Semanas antes de los comicios una fuerte campaña de la Iglesia Reformada Neerlandesa, de origen calvinista llamo a votar por el Partido Nacional - varios  de sus miembros eran pastores de dicha iglesia, y a predicar a favor de la segregación racial como modo de vencer al comunismo que representaría el Partido Laborista y la alianza del PU.La plataforma del Partido Nacional fue apoyada por grandes terratenientes y empresa mineras claves en la economía africana ya que la política de liberalización comercial y el apartheid propuesta por el PNR servía a los intereses económicos de ciertos grupos, ya que agricultores de las zonas septentrionales del país dependían de la mano de obra negra barata para maximizar sus beneficios, mientras que los blancos de clase trabajadora que vivían en las zonas urbanas temían la competencia laboral de trabajadores negros libres, por último las grandes empresas mineras se beneficiaban en sus balances de un sistema de cuotas de trabajo obligatorias de la población negra que no recibían recompensa económica por su labor.

## Resultados
En conjunto, el HNP y el Partido Afrikáner ganaron 79 curules en el congreso contra un total combinado de 74 ganados por el PU y el Partido Laborista. Debido a una peculiaridad del sistema de representación directa el HNP ganó más curules, pese a que el PU había recibido casi un 11,48 puntos más de los votos. Así el Partido Nacional Reunificado trajo consigo la era de apartheid formal y legalizado. En 1951, el HNP y el Partido Afrikáner se fusionaron, devolviendo al partido el nombre con el que fue conocido hasta los años 1990, Partido Nacional.
| Partido                      | Partido                      | Curules | Curules % | Votos   | Votos % | Líder                       |
| Partido Nacional Reunificado | Partido Nacional Reunificado | 70      | 45,75     | 401.834 | 37,70   | Dr D, F, Malan              |
| Partido Unido                | Partido Unido                | 65      | 42,48     | 524.230 | 49,18   | Mariscal de Campo Jan Smuts |
| Partido Afrikáner            | Partido Afrikáner            | 9       | 5,88      | 41.885  | 3,93    | Nicolaas Havenga            |
| Partido Laborista            | Partido Laborista            | 6       | 3,92      | 27.360  | 2,57    | John Christie               |
| Independientes               | Independientes               | 3       | 1,96      | 70.662  | 6,63    | -                           |
| Total                        | Total                        | 153     |           |         |         |                             |

## Razones para la victoria del Partido Nacional
Uno de los temas centrales a los cuales se enfrentó el electorado blanco en 1948 fue el de la raza. El Partido Unido (PU) y el Partido Nacional (PN) presentaron a los votantes dos respuestas diferentes a la segregación racial en Sudáfrica. Smuts y sus seguidores estaban a favor de un enfoque pragmático, argumentando que la integración racial era inevitable y que, por lo tanto, el gobierno tenía que relajar las leyes que impedían a las personas negras mudarse a áreas urbanas. Aunque aún buscaba preservar el dominio blanco, el PU argumentó en favor de una reforma gradual del sistema político para que los sudafricanos negros puedan finalmente, en un momento no determinado en el futuro, ejercer algún tipo de poder en una Sudáfrica integrada. A diferencia de lo que parecía ser una ideología muy vaga, el PN presentó la noción de una segregación aún más estricta entre las razas y el desempoderamiento total de los negros sudafricanos. El movimiento de los negros de las áreas rurales a las ciudades debía ser desalentado. La posición del PU fue apoyada por la Comisión Fagan, mientras que la Comisión Sauer respaldó la posición del PN.
La putativa política de apartheid propuesta por el PN servía a los intereses económicos de ciertos grupos de sudafricanos blancos. Los agricultores pobres de las regiones norteñas del país dependían de la mano de obra negra barata para maximizar sus ganancias mientras que la clase obrera de blancos que vivía en zonas urbanas temía la competencia por empleo que traería consigo un flujo de sudafricanos negros a las ciudades. Muchos intereses comerciales y financieros afrikáneres que estaban basados en la agricultura vieron que el apartheid les era favorable para promover el crecimiento de este sector. El PU no logró identificar los enormes beneficios económicos que el apartheid traía a estos grandes e influyentes grupos y no priorizó la segregación tanto como el PN.
En cuanto a tácticas electorales, el PN fue extremadamente hábil explotando los miedos de los blancos durante la campaña electoral de 1948. Debido a que el PU parecía tener una posición bastante tibia tanto hacia la integración como la segregación, el PN pudo argumentar que una victoria para el PU en algún momento llevaría a un gobierno negro en Sudáfrica. La propaganda del PN relacionó al liderazgo político de los negros con el comunismo, un anatema para muchos sudafricanos blancos en esa época. Eslóganes como "Swart Gevaar" ("Peligro Negro"), "Rooi Gevaar" ("Peligro Rojo"), "Die kaffer op sy plek" ("El cafre en su lugar"), y "Die koelies uit die land" ("Los culís fuera del país") se aprovecharon de las ansiedades de la población blanca. Se habló mucho sobre el hecho de que Smuts había llegado a tener una buena relación profesional con Iósif Stalin durante la Segunda Guerra Mundial, cuando Sudáfrica y la URSS eran aliados en la lucha contra Alemania Nazi. Smuts había dicho una vez que se "sacaba el sombrero ante Stalin" y el PN presentó esta cita como una prueba de las tendencias comunistas ocultas de Smuts. El controversial programa migratorio de Smuts sirvió para exacerbar aún más las inquietudes afrikáneres. Bajo este programa, una gran cantidad de inmigrantes británicos se hubiesen trasladado a Sudáfrica y los ciudadanos sudafricanos blancos los hubiesen visto como una amenaza en ciertos aspectos. Además, se decía que la intención detrás de estos planes era la de hacer de reducir a los afrikáneres, quienes tenían una tasa de natalidad mayor a la de la diáspora británica, a una minoría que pueda ser rebasada en número en las urnas en elecciones futuras.
En preparación para las elecciones de 1948, el PN moderó su posición sobre el republicanismo. Debido al inmenso y duradero trauma causado por la Guerra anglo-bóer, la transformación de Sudáfrica en una república y la eliminación de todos los lazos entre el país y el Reino Unido había sido una misión importante para el PN en el pasado. Los anglohablantes de Sudáfrica tienden a favorecer una relación cercana con el Reino Unido y, por lo tanto, el proyecto republicano se había convertido en una fuente de conflicto entre los dos grupos de blancos más grandes del país. Una posición fuertemente prorrepublicana alienó a los afrikáneres que habían apoyado la participación de Sudáfrica en la Segunda Guerra Mundial y buscaban una reconciliación entre su propia gente y angloparlantes. Cuando el PN aceptó ceder un poco en su posición vehementemente nacionalista, concediendo que Sudáfrica debería continuar siendo un Dominio Británico en la Mancomunidad de Naciones, muchos afrikáneres del PU se cambiaron al PN.
La demarcación de los límites de los distritos electorales favorecieron al PN. La mayoría de los 70 curules obtenidos por el Partido Nacional durante la elección de 1948 fueron en áreas rurales, mientras que la mayoría de los curules ganados por el Partido Unido provinieron de áreas urbanas. Según la Constitución de Sudáfrica en ese entonces, los distritos electorales en las áreas rurales eran más pequeños que los de las áreas urbanas. Esto quería decir que había más distritos rurales que urbanos. Esto benefició al Partido Nacional, ya que tendía a obtener mejores resultados en áreas urbanas en cuestión de votos totales. Pese a obtener 140.000 menos votos que el PU, la coalición PN/PA ganó una pluralidad de votos en el Parlamento. Se ha calculado que si los votos rurales y los votos urbanos hubiesen tenido el mismo valor, el PU hubiese ganado 80 curules, el PN/PA 60 y otros partidos los curules restantes, dándole la mayoría al PU de esta manera.
Smuts y su gabinete fueron culpados por muchas de las penurias que ocurrieron como resultado de la participación de Sudáfrica en la Segunda Guerra Mundial. Durante la guerra, la gasolina fue racionalizada con la utilización de cupones y a las panaderías se les ordenó no hacer pan blanco para conservar harina. Luego de la guerra estas medidas continuaron, mientras que Sudáfrica exportaba comida y otras necesidades al Reino Unido y los Países Bajos. Sudáfrica incluso proveyó 4 millones de onzas de oro. Estas medidas causaron escasez de carne y falta de pan blanco. El gobierno de Smuts fue acusado de causar todo esto, al igual que ser acusado de la alta tasa de inflación y la pésima gestión en temas de vivienda. Todos estos factores sirvieron de munición para el PN.
En esa época, el PU era caracterizado por ser torpe y no tener vigor, mientras que el PN mostraba energía y una habilidad superior de organización. La Segunda Guerra Mundial tuvo el efecto de acercar al PU con los sudafricanos blancos en general. Una vez que esta fuerza unificante desapareció, Smuts perdió gran parte del control del PU que tenía a medida que más y más votantes consideraban alternativas a su viejo liderazgo; de forma humillante, el primer ministro perdió su curul en el parlamento (Standerton) ante un candidato del PN. Como se pudo observar en el conteo final de los curules, Smuts y su partido no pudieron contrarrestar la serie de quejas presentadas por el PN de manera efectiva, y esta inhabilidad llevó a una cerrada victoria del PN.